# Menston
Menston est un village britannique dans le comté du West Yorkshire. Elle fait partie du district métropolitain de Bradford.

## Histoire de la ville

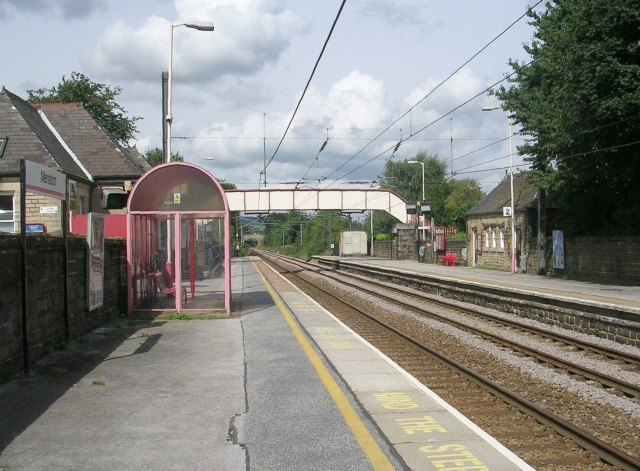
Gare de Menston.

Durant l'époque romaine, le village était situé sur l'ancienne route romaine qui reliait York avec la garnison de Ribchester près de Preston. 
Jusqu'à la fin du XVIIIe siècle, le village était une petite communauté autonome agricole de maisons éparses et fermes en plus dépendante de l'élevage bovin. 
Low Hall, ou Menston Hall comme on le sait maintenant, est une exception, ayant été construit à la lisière orientale du village dès le XVIIe siècle. Fairfax Hall est tout à fait dans son état initial mais Low Hall a été entièrement reconstruit en 1876.
Au sud du village, se trouve le High Royds Hospital (en), hôpital psychiatrique inauguré le 8 octobre 1888. L'hôpital a fermé en 2003 et le site a depuis été développé pour un usage résidentiel, dont certaines résidences sont dans les anciens bâtiments de l'hôpital. Le psychiatre britannique John Todd y a décrit le syndrome d’Alice au pays des merveilles.

## Personnalités liées à la ville

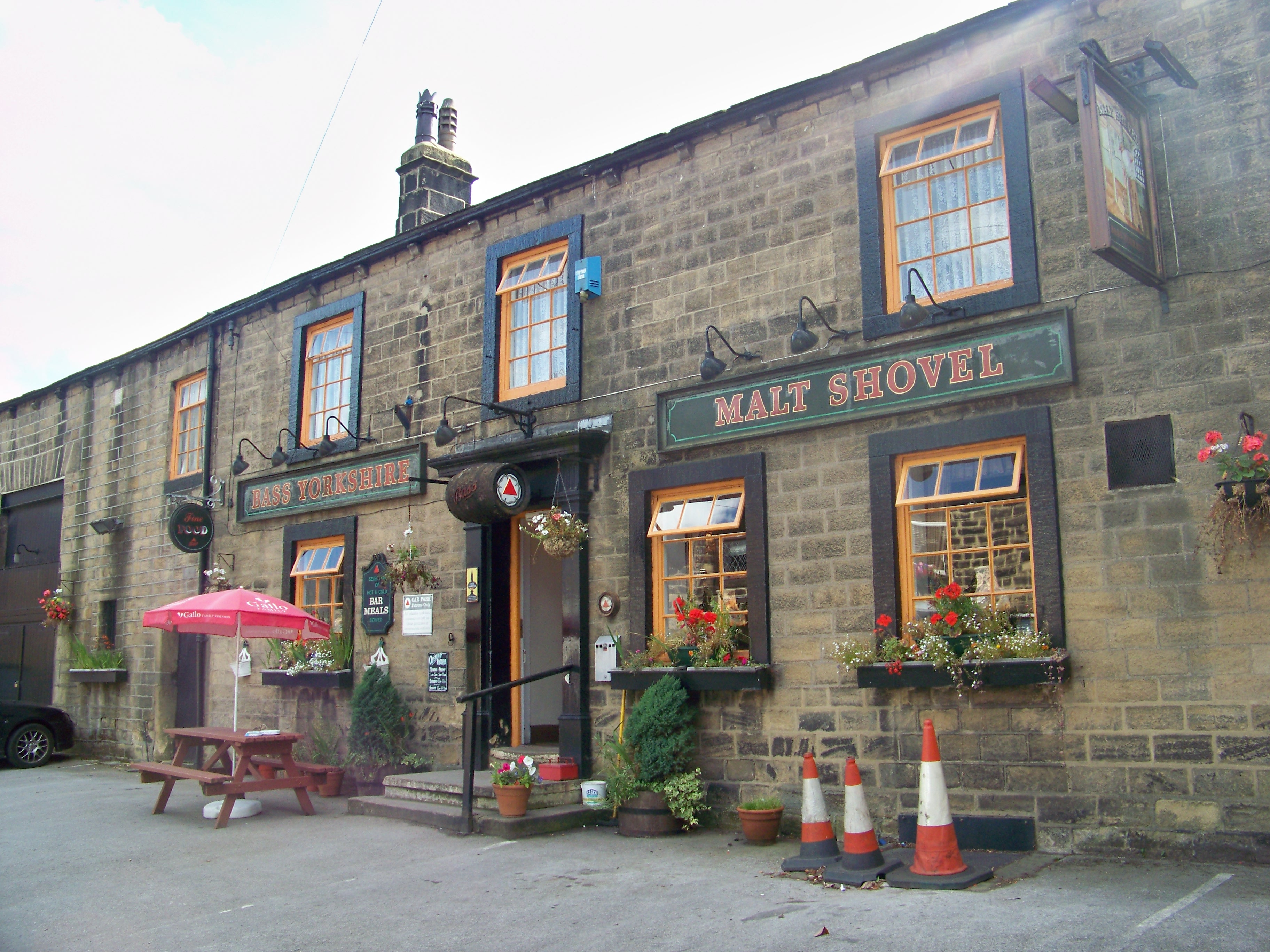
Une rue de Menston.

- Matthew Lewis a étudié à l’école St Mary's (en) Une rue de Menston.